# Miguel Alfredo Portillo
Miguel Alfredo Portillo (ur. 26 września 1982 w Gobernador Virasoro w prowincji Corrientes) – argentyński piłkarz, grający na pozycji centralnego obrońcy. Zawodnik izraelskiego klubu Beitar Jerozolima.

## Kariera klubowa
W 2001 rozpoczął karierę piłkarską w klubie Boca Juniors, ale zagrał tylko 2 mecze i w następnym roku wyjechał do Szwajcarii, gdzie bronił barw klubów Neuchâtel Xamax, Servette FC i BSC Young Boys. W 2005 występował również we francuskim Angers SCO, a w sezonie 2007/08 w FC Vaduz z Liechtensteinu. W sezonie 2009/10 został wypożyczony do FC Lugano. W lipcu 2010 przeszedł do ukraińskiego Czornomorca Odessa. Po zakończeniu sezonu 2010/11 opuścił odeski klub i przeniósł się do Izraela, do drużyny Beitar Jerozolima.